# Junta militar brasileña de 1969
La junta militar brasileña de 1969, también conocida como Segunda Junta Militar, fue un triunvirato gubernamental que gobernó Brasil desde el 31 de agosto de 1969 hasta el 30 de octubre de 1969, luego del accidente cerebrovascular sufrido por el Presidente Artur da Costa e Silva. Estaba compuesta por los tres ministros militares: el almirante Augusto Rademaker, ministro de la Marina; el general Aurélio de Lira Tavares, ministro del Ejército; y el brigadier Márcio de Sousa Melo, ministro de la Aeronáutica.
Pedro Aleixo, vicepresidente civil de Costa e Silva, debería haberse convertido en presidente interino bajo la Constitución de 1967, pero se le impidió asumir el cargo. La Junta estaba compuesta por los tres ministros de las Fuerzas Armadas. Los ministros militares gobernaron bajo las disposiciones del altamente represivo Acto Institucional Número Cinco.
Declararon, por el Acto Institucional Número 16, del 14 de octubre de 1969, extinguido el mandato del presidente Costa e Silva, que fallecería el 17 de diciembre. Fueron sucedidos por Emílio Garrastazu Médici.

## Historia

### Antecedentes
Elegido Presidente de la República el 3 de octubre de 1966 y juramentado el 15 de marzo del año siguiente, el mariscal Artur da Costa e Silva inauguró el período más represivo del Régimen Militar para preservar los objetivos del golpe de Estado que depuso a João Goulart, aunque a costa de un fortalecimiento del Ejecutivo y del endurecimiento del régimen en detrimento de los demás poderes e instituciones constituidas del país y en oposición a la sociedad civil organizada. Reflejo de esto es que, en poco más de treinta meses de gobierno e incluso bajo la égida de la Constitución Federal de 1967, su gobierno editó ocho actos institucionales y veinticuatro actos complementarios en respuesta al marco de radicalización política que culminaría con el decreto del AI-5 el 13 de diciembre de 1968, año de las más intensas manifestaciones contra la Dictadura Militar, sobre todo las del movimiento estudiantil.
A partir de entonces, las acciones del gobierno se intensifican para restaurar su control sobre la vida socioinstitucional del país, con fuertes combates y persecuciones a miembros de la guerrilla. Tal impasse justificaba, entonces, el endurecimiento gubernamental. Imaginaba el poder militar sin embargo que, una vez debilitados los focos de resistencia, sería posible restaurar la "normalidad" y en ese contexto se habría encargado el anteproyecto de una nueva carta magna al vicepresidente Pedro Aleixo, sin embargo la enfermedad del presidente Costa e Silva y su posterior alejamiento abortaron las articulaciones en ese sentido.

### Instalación
En agosto de 1969, el entonces presidente Artur da Costa e Silva sufrió un episodio debilitante de trombosis cerebral. La condición del presidente fue ocultada al vicepresidente Pedro Aleixo (ignorando la Constitución de 1967, que afirmaba que Aleixo debería haberse convertido en presidente interino), a la prensa y al pueblo brasileño durante unos días, ya que los niveles gubernamentales superiores de las Fuerzas Armadas decidieron qué hacer con la crisis. El 31 de agosto de 1969, los tres ministros de las fuerzas armadas tomaron el poder ejecutivo, con la aprobación del resto de la élite militar, y emitieron el Acto Institucional Número Doce (AI-12), para formalizar el establecimiento de una Junta Militar.
El texto del AI-12 fue precedido por una proclamación al pueblo brasileño. Los tres miembros de la junta anunciaron que el Presidente estaba gravemente enfermo y que el Alto Mando de las Fuerzas Armadas consideraba que la situación doméstica (especialmente en vista del receso del Congreso Nacional y otras medidas impuestas por el AI-5) era incompatible con la transferencia de autoridad ejecutiva a un civil. Por lo tanto, el liderazgo del Gobierno y del Comando Supremo de las Fuerzas Armadas debía ser desempeñado por los ministros de las Fuerzas Armadas, en conjunto, hasta la recuperación del Presidente. Por lo tanto, el AI-12 declaró a Costa e Silva bajo "impedimento temporal" y estableció que, durante este impedimento, los tres ministros de las Fuerzas Armadas administrarían conjuntamente todos los poderes y deberes de la presidencia.

### Cuestión sucesoria
Por lo tanto, durante la fase inicial de la existencia de la Junta Militar, Costa e Silva permaneció legalmente como Presidente de la República, aunque incapacitado y destituido de los poderes y deberes del cargo (que fueron transferidos a la Junta). Sin embargo, esta solución fue criticada incluso por partidarios civiles del régimen, y la existencia de un triunvirato se consideró potencialmente inestable. Además, los médicos responsables del tratamiento del presidente incapacitado opinaron que nunca se recuperaría de las consecuencias físicas y mentales del accidente cerebrovascular y que, en consecuencia, nunca sería capaz de recuperar los poderes y deberes del cargo. También se alegó que el presidente incapacitado, durante intervalos de lucidez, había expresado al personal militar y a los miembros de su familia el deseo de ser reemplazado como presidente. El Alto Mando de las Fuerzas Armadas también consideró que una sustitución permanente del Presidente y del Vicepresidente era de interés del régimen.
Aunque vicepresidente "de derecho", Pedro Aleixo fue tratado como una mera figura decorativa y no tuvo olvidado por la cúpula militar su voto en contra de la edición del AI-5. Por lo tanto, el mandato tanto de Costa e Silva como de su vicepresidente fueron declarados extintos el 6 de octubre de 1969 y el día 17 del mismo mes se otorgó una enmienda sustancial a la Constitución de 1967, oficialmente denominada "Enmienda Constitucional Número Uno", en la práctica la legalización de los principios defendidos por la "línea dura" militar. El 22 de octubre, el Congreso Nacional fue reabierto después de diez meses de receso y ese mismo día el General Emílio Garrastazu Médici y el Almirante Augusto Rademaker, fueron designados candidatos únicos a presidente y vicepresidente de la República, siendo elegidos el día 25 y juramentados el 30 de octubre de 1969. En consecuencia, la Junta Militar permaneció en la presidencia hasta la toma de posesión del general Emílio Garrastazu Médici como presidente de la República el 30 de octubre de 1969. Rademaker fue el responsable de pasar la banda presidencial a Médici.

### Actos
Preocupada con la preservación de los objetivos del régimen impuesto por el golpe de Estado de 1964, la "línea dura" del régimen tomó en sus manos las riendas del proceso político y el 31 de agosto de 1969, tomó posesión una Junta Militar compuesta por el General Aurélio de Lira Tavares (Ministro del Ejército), por el Almirante Augusto Rademaker (Ministro de la Marina y, en la práctica, el primero entre los iguales, por ser su rama militar la más antigua) y por el Brigadier Márcio de Sousa e Melo (Ministro de la Aeronáutica) impidiendo así que la sucesión se hiciera a favor del vicepresidente como preveía la Constitución. Menos de una semana después de la investidura de este triunvirato en el poder se editó el Acto Institucional Número Trece que castigaba con la pena de destierro a los brasileños considerados "amenaza a la seguridad nacional" y también el Acto Institucional Número Catorce, cuyo contenido preveía la pena de muerte y la prisión perpetua para los casos de "guerra revolucionaria y subversiva". Tales medidas se hicieron públicas gracias a la repercusión en torno al secuestro del embajador estadounidense Charles Burke Elbrick el 4 de septiembre de 1969 por oponentes del régimen militar y su liberación a cambio de un grupo de quince presos políticos, entre los que se encontraba José Dirceu, que años después pasaría a integrar el gobierno de Luiz Inácio Lula da Silva. Después del final del secuestro, la Junta Militar sancionó (el 18 de septiembre) la nueva Ley de Seguridad Nacional. El año anterior, dos casos de gran repercusión orqustados por organizaciones comunistas (VPR y ALN) fueron los asesinatos de los militares Mário Kozel Filho, paulista, y Charles Chandler, norteamericano.
Estos factores llevaron a la Junta Militar a emitir el 14 de octubre de 1969 el Acto Institucional número 16 (AI-16). Con esta ley, tanto la presidencia como la vicepresidencia fueron declaradas vacantes, eliminando a Aleixo de la escena. El Congreso Nacional fue llamado fuera de su receso de dos años, y se encargó de elegir un nuevo presidente y un nuevo vicepresidente. En realidad, el papel del Legislativo (del que varios miembros de la oposición tuvieron sus mandatos revocados por el Poder Ejecutivo de acuerdo con el AI-5) era simplemente sellar los nombres elegidos por las élites militares que controlaban el régimen. Las elecciones se celebraron el 25 de octubre. El AI-16 también estableció que el nuevo presidente y vicepresidente tomarían posesión el 30 de octubre de 1969 y que su mandato duraría hasta marzo de 1974. El AI-16 también decretó que, hasta las elecciones y la toma de posesión del nuevo presidente y vicepresidente, la Junta Militar permanecerá en vigor con la plena autoridad de la presidencia de la República. El 21 de octubre de ese año, la Junta sancionó el actual Código Penal Militar y el Código Penal de 1969. Esto fue revocado en 1978, con la sanción del presidente Ernesto Geisel, sin entrar nunca en vigor.
Todos los actos oficiales de la Junta fueron firmados conjuntamente por sus tres miembros. No se asignó prioridad formal a sus miembros, con el fin de preservar el principio de igualdad de las ramas de los militares. En los documentos oficiales de la Junta, sus miembros siempre fueron mencionados en el orden de antigüedad de cada rama de las Fuerzas Armadas. Así, el representante de la Marina siempre fue mencionado primero, seguido por el del Ejército, y luego por el de la Fuerza Aérea, lo que llevó a algunos a creer que el Almirante Rademaker fue el primero entre los iguales en el funcionamiento de la Junta, teniendo en la práctica, el ejercicio del cargo de Presidente de la República.
El logro más importante de la junta fue una serie de enmiendas a la Constitución de 1967, que la hicieron aún más autoritaria que antes.
Márcio Melo se convirtió en el primer presidente originario de Santa Catarina desde Nereu Ramos y Aurélio de Lira Tavares en el primer paraibano desde Epitácio Pessoa.
Durante el proceso de redemocratización, el entonces presidente de la Asamblea Nacional Constituyente de 1987, Ulysses Guimarães, un opositor al régimen militar, se refirió a la Junta Militar de 1969 como Los Tres Chiflados.